# Wydział Artystyczny Uniwersytetu Zielonogórskiego
Wydział Artystyczny Uniwersytetu Zielonogórskiego (WA UZ) – jeden z 12 wydziałów Uniwersytetu Zielonogórskiego powstały w 1999 roku na ówczesnej Wyższej Szkoły Pedagogicznej w Zielonej Górze. Kształci studentów na sześciu podstawowych kierunkach zaliczanych do nauk o sztukach pięknych, wyłącznie na stacjonarnych.
Wydział Artystyczny jest jednostką interdyscyplinarną. W jego ramach znajdują się 2 instytuty. Aktualnie zatrudnionych jest 63 pracowników naukowo-dydaktycznych (z czego 7 profesorów, 20 doktorów habilitowanych, 13 doktorów oraz 6 magistrów). Wydział współpracuje również z pracownikami innych wydziałów, których autorytet wspiera zarówno proces dydaktyczny, jak i przede wszystkim wymianę międzynarodową.
Według stanu na 2013 rok na wydziale studiuje łącznie około 330 studentów. Według Ministerstwa Nauki i Szkolnictwa Wyższego wydział posiada kategorię "B".

## Władze Wydziału
W kadencji 2020–2024:
| Stanowisko                 | Imię i nazwisko                    |
| -------------------------- | ---------------------------------- |
| Dziekan                    | dr hab. Alicja Lewicka-Szczegóła   |
| Prodziekan ds. studenckich | dr hab. Katarzyna Kwiecień-Długosz |

## Poczet dziekanów
1. 1999-2008: dr hab. Andrzej Tuchowski
2. 2008-2016: prof. dr hab. Piotr Szurek
3. 2016–2020: dr hab. Barbara Literska
4. od 2020: dr hab. Alicja Lewicka-Szczegóła

## Kierunki kształcenia
Wydział Artystyczny Uniwersytetu Zielonogórskiego prowadzi następujące kierunki studiów:
- Studia licencjackie (pierwszego stopnia):
  - architektura wnętrz
  - edukacja artystyczna w zakresie sztuki muzycznej
  - grafika
  - jazz i muzyka estradowa
  - malarstwo
  - sztuki wizualne

- magisterskie (drugiego stopnia):
  - edukacja artystyczna w zakresie sztuki muzycznej
  - jazz i muzyka estradowa
  - malarstwo
  - sztuki wizualne

Ponadto Wydział oferuje następujące studia podyplomowe:
- ilustracja i komiks z elementami concept art

## Struktura organizacyjna

### Instytut Muzyki
Dyrektor: dr hab. Bartłomiej Stankowiak
- Katedra Dyrygentury, Instrumentalistyki i Wokalistyki
- Katedra Kompozycji i Teorii Muzyki

### Instytut Sztuk Wizualnych
Dyrektor: prof. dr hab. Paulina Komorowska-Birger
- Katedra Interdyscyplinarna
- Katedra Projektowo-Artystyczna

## Koła naukowe
Na Wydziale Artystycznym Uniwersytetu Zielonogórskiego działa pięć kół:
- Koło Naukowe Wspólna Przestrzeń[9]
- Koło Naukowe PWW[10]
- Koło Naukowe Projektowe[11]
- Koło Naukowe Pikseloza[12]
- Koło Naukowe Kwadrat[13]